# Lauenen
Lauenen é uma comuna da Suíça, no Cantão Berna, com cerca de 821 habitantes. Estende-se por uma área de 58,71 km², de densidade populacional de 14 hab/km². Confina com as seguintes comunas: Ayent (VS), Gsteig bei Gstaad, Lenk im Simmental, Saanen, Savièse (VS).
A língua oficial nesta comuna é o Alemão.